# Rolls-Royce Spectre
Der Rolls-Royce Spectre (engl. für: „Gespenst“) ist der erste batterieelektrisch angetriebene Pkw der Marke Rolls-Royce. Wie der Anfang 2023 eingestellte Wraith ist der Spectre als Coupé der Oberklasse ausgeführt.

## Geschichte
Ein elektrisches Konzeptfahrzeug war unter dem Namen 102EX auf dem Genfer Auto-Salon 2011 vorgestellt worden; diese Limousine wurde aufgrund langer Ladezeiten nicht in Serie hergestellt. Der Spectre wurde dann im Oktober 2022 vorgestellt, seine Entwicklungszeit betrug vier Jahre. Die Produktion startete im Herbst 2023. Im Februar 2025 wurde der stärkere „Black Badge“ vorgestellt.

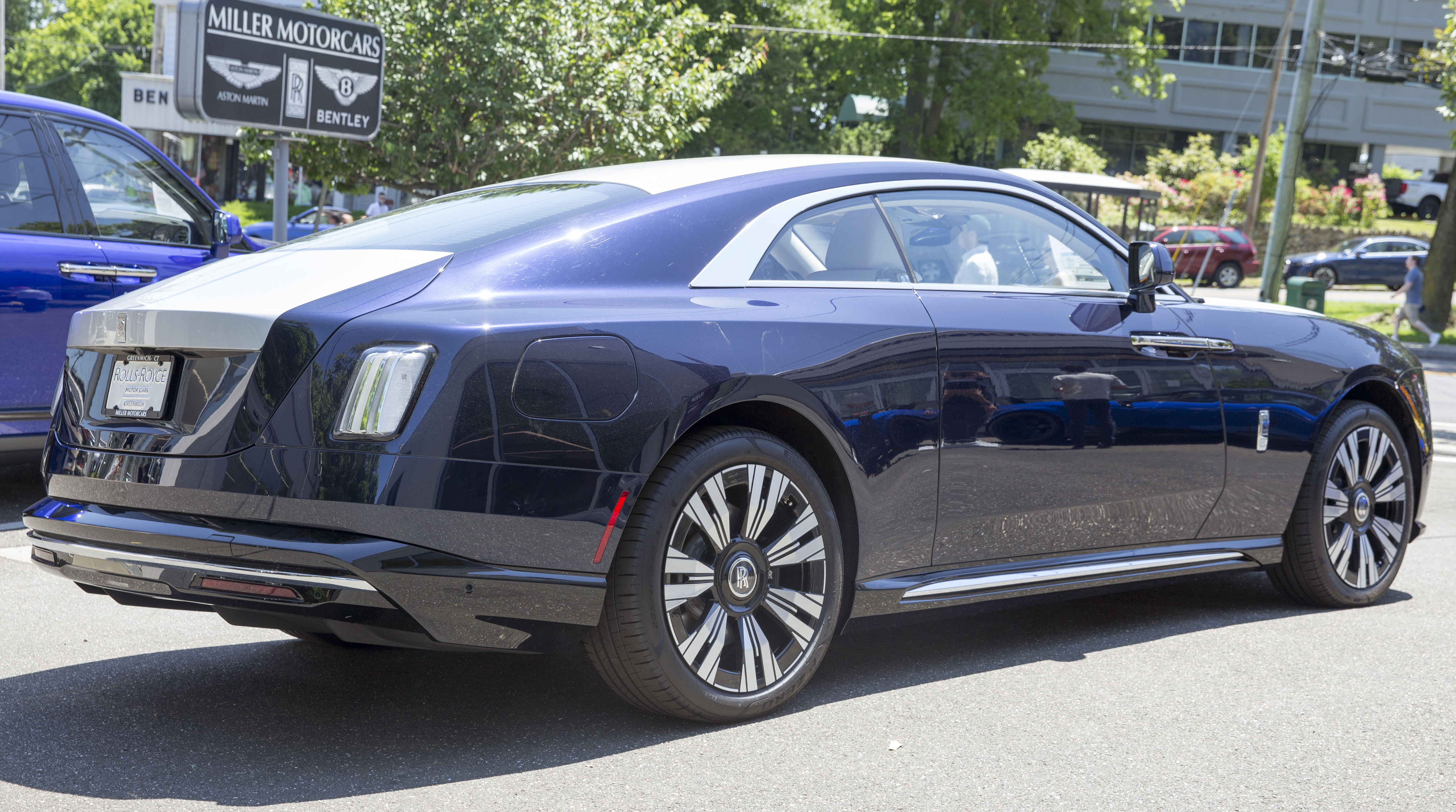
Heckseitenansicht
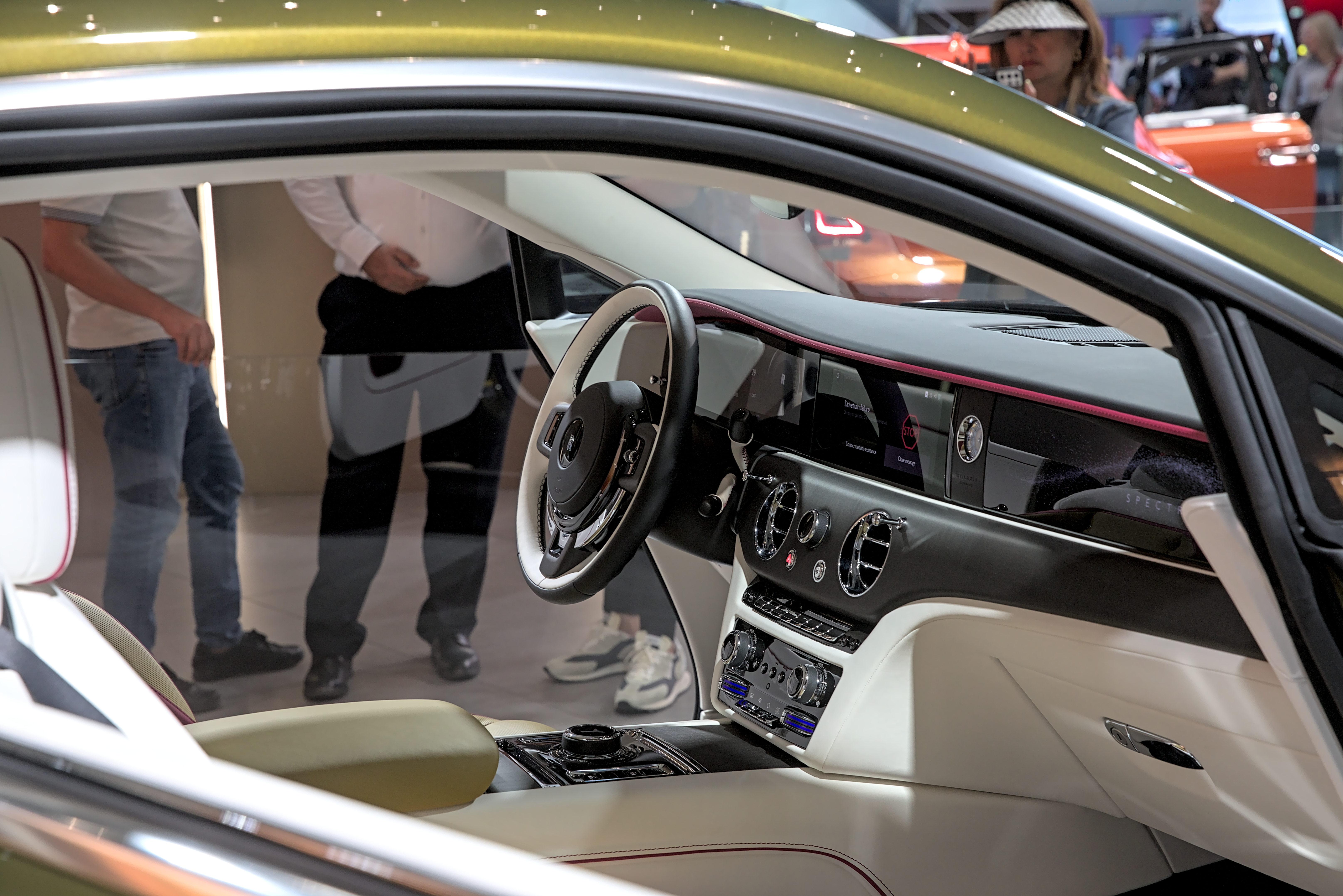
Innenraum
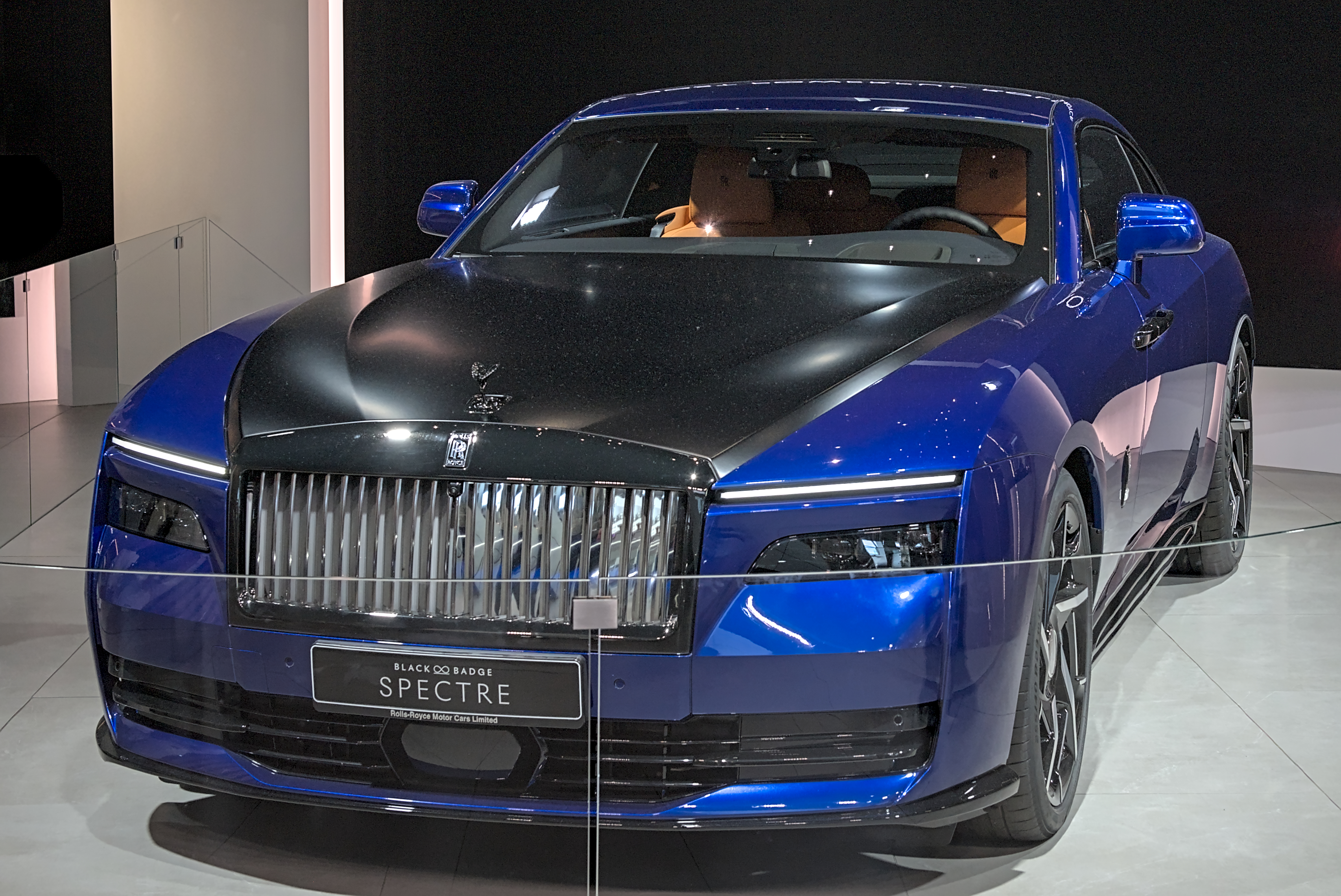
Rolls-Royce Spectre Black Badge
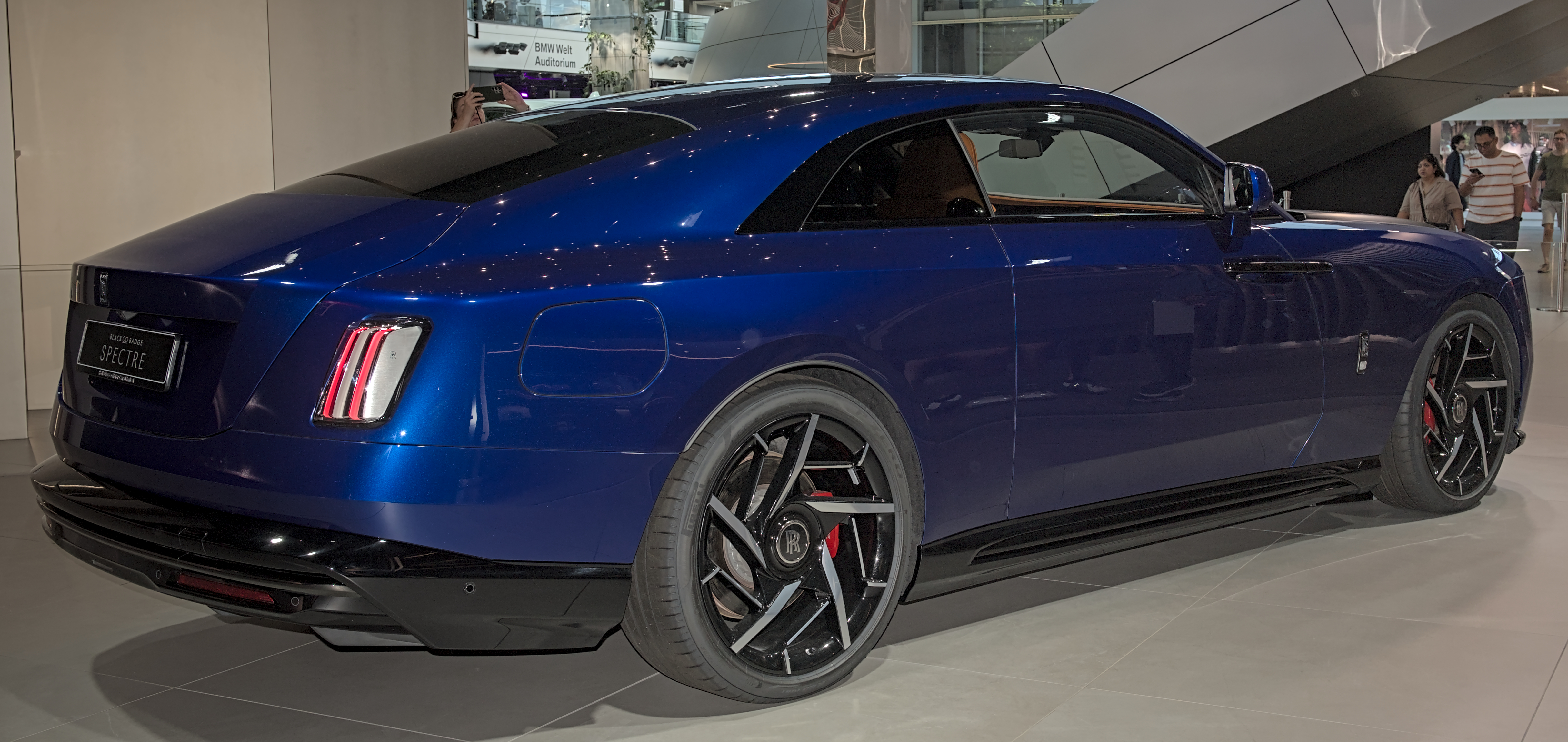
Heckseitenansicht

## Technik

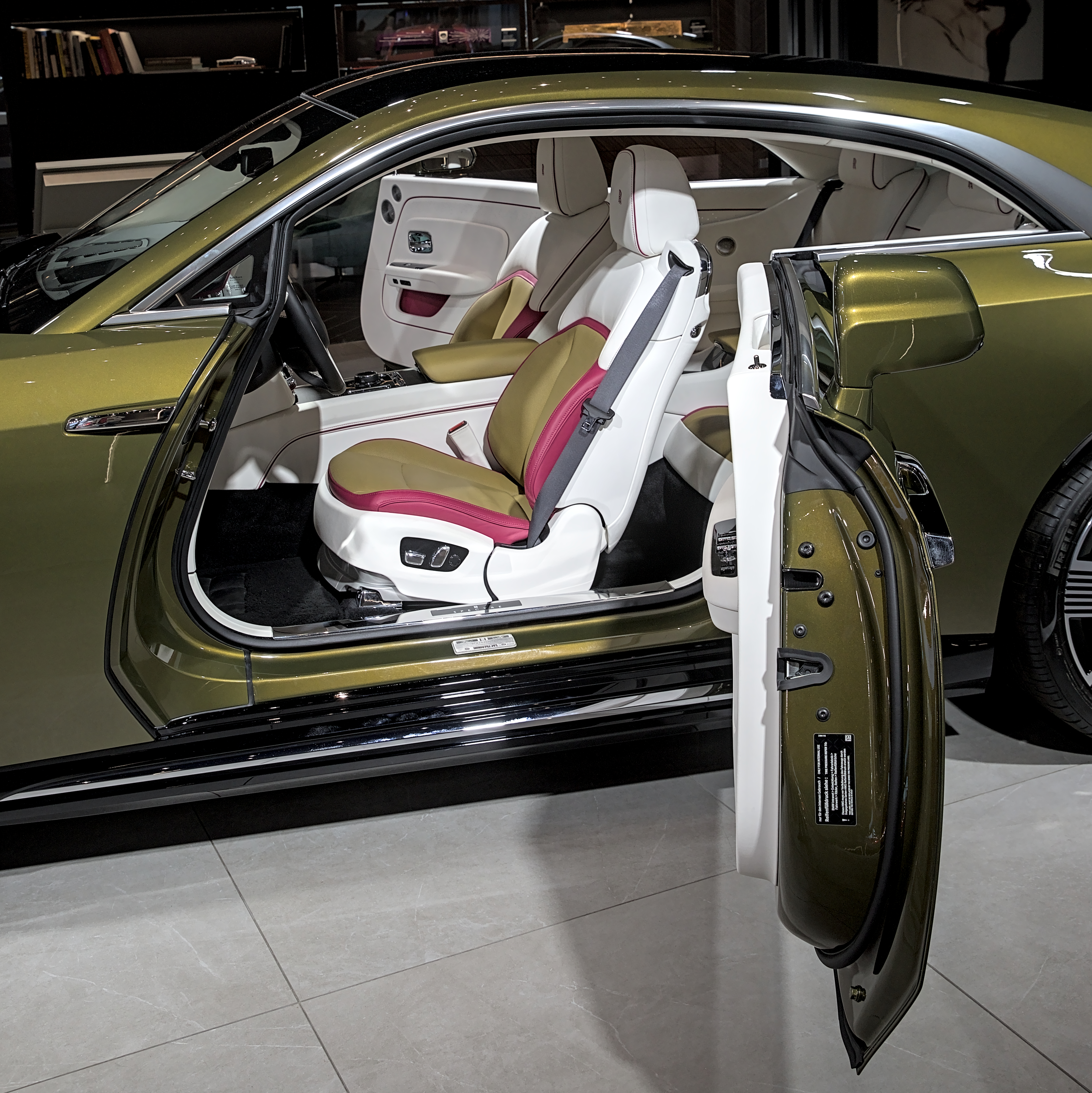
Hinten angeschlagene Türen

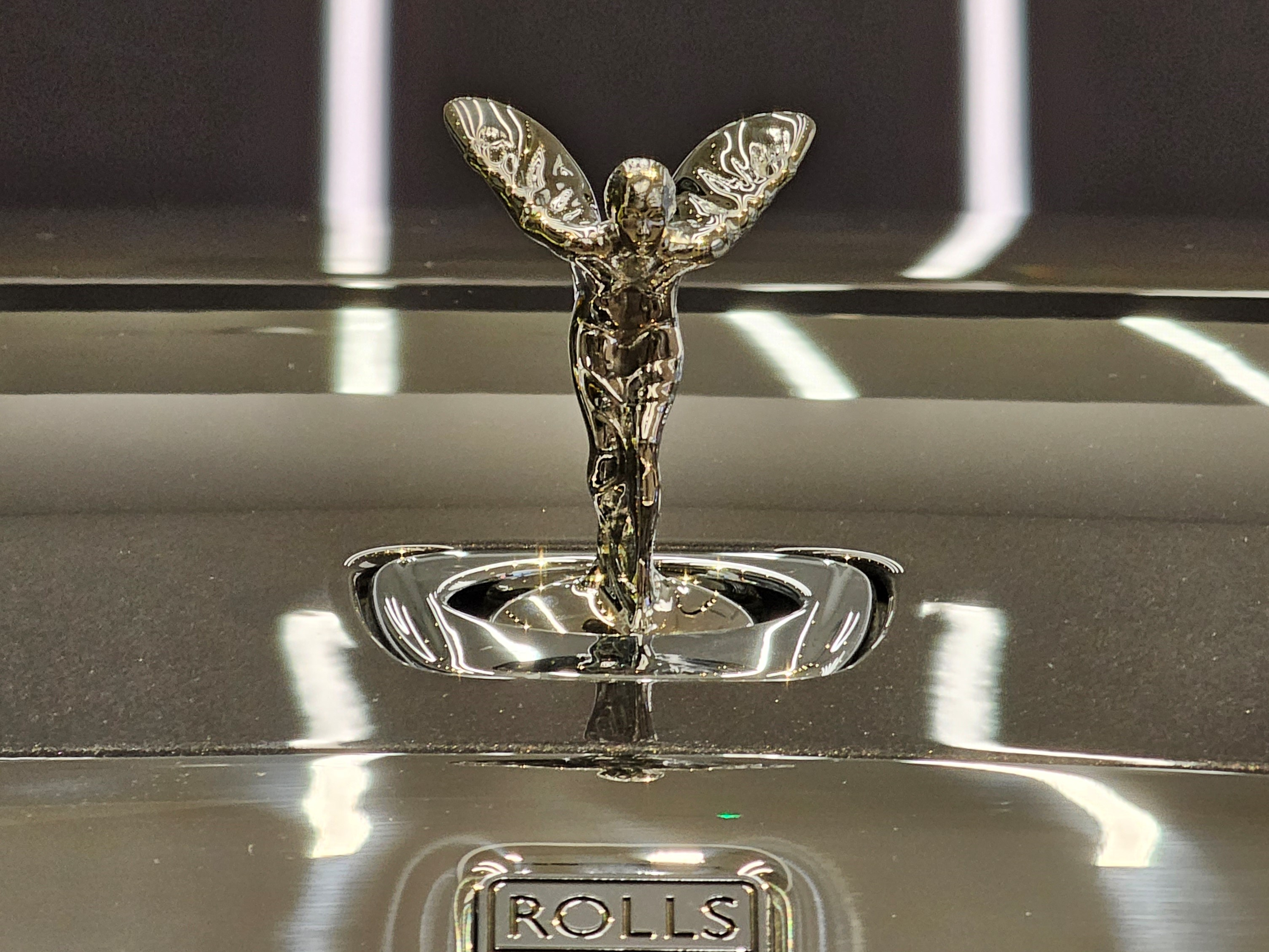
Spirit of Ecstasy

Technisch hat der Spectre (interne Bezeichnung RR25) Gemeinsamkeiten mit dem BMW i7. Die viersitzige Karosserie mit hinten angeschlagenen Türen besteht vollständig aus Aluminium und hat wie schon beim Phantom Coupé keine B-Säule. Sie sitzt auf einem Aluminium-Rahmen (Aluminium-Spaceframe-Architektur). Der Kühlergrill aus Edelstahl und die Kühlerfigur Spirit of Ecstasy wurden aerodynamisch überarbeitet, um den cw-Wert von 0,25 zu erreichen. Der Kühlergrill kann von innen mit LEDs beleuchtet werden.
Die Elektromotoren des Spectre, vorne mit einer Leistung von 191 kW (260 PS) und hinten mit einer Leistung 360 kW (490 PS), werden von einem 102 kWh-Lithium-Ionen-Akkumulator versorgt, der die Struktur der Karosserie verbessert und 700 kg wiegt. Mit Wechselspannung kann er mit 11 kW geladen werden, mit Gleichspannung mit bis zu 195 kW. Das Drehmoment beider Motoren (vorn 365 Nm, hinten 710 Nm) zusammen wurde auf 900 Nm begrenzt; damit soll der Wagen aus dem Stand in 4,5 Sekunden 100 km/h erreichen. Die Höchstgeschwindigkeit gibt Rolls-Royce mit 250 km/h an. Beim „Black Badge“ wird die maximale Leistung mit 485 kW (659 PS) angegeben.
Das Fahrwerk mit 23 Zoll (0,58 Meter) großen Rädern hat ein von Rolls-Royce entwickeltes Federungssystem, das die Stabilisatoren jedes einzelnen Rades entkoppeln kann und so ein Aufschaukeln des Autos verhindert, wenn es auf einer Seite über einen unebenen Untergrund fährt. Das System kann auch eine bevorstehende Kurve erkennen, dann die Stabilisatoren koppeln und die Dämpfer versteifen. Die Allradlenkung erhöht die Fahrstabilität in Kurven und verringert den Wendekreis. Viele Bedienelemente sind nicht als Touchscreen ausgeführt.
Der Innenraum hat einen Dachhimmel mit etwa 5.000 LEDs, dessen Struktur in Bereiche der Türverkleidungen übernommen wurde (Starlight Doors).

## Technische Daten
|                                                   | Spectre                                             |
| ------------------------------------------------- | --------------------------------------------------- |
| Bauzeitraum                                       | seit 10/2023                                        |
| Motorkenndaten                                    |                                                     |
| Motorart                                          | 2 Elektromotoren                                    |
| Motorbauart                                       | Fremderregte Synchronmotoren                        |
| Motortyp                                          | Vorderachse: HA0002N0 Hinterachse: HA0004N0         |
| Leistung, gesamt                                  | 430 kW (585 PS)                                     |
| Dauerleistung (30 min), gesamt                    | 135 kW (184 PS)                                     |
| Drehmoment, gesamt                                | 900 Nm (begrenzt)                                   |
| Kraftübertragung                                  |                                                     |
| Antriebsart, Serie                                | Allradantrieb                                       |
| Getriebe                                          | Festübersetzung Vorderachse: 8,77 Hinterachse: 8,77 |
| Antriebsbatterie                                  |                                                     |
| Energieinhalt                                     | 102 kWh                                             |
| Messwerte                                         |                                                     |
| Beschleunigung, 0–100 km/h                        | 4,5 s                                               |
| Höchstgeschwindigkeit                             | 250 km/h                                            |
| Energieverbrauch nach WLTP auf 100 km, kombiniert | 22,2–23,6 kWh 24,1 kWh                              |
| Reichweite nach WLTP                              | 488–520 km                                          |
| Leergewicht                                       | 2975 kg; 2965–3030 kg                               |
| zulässiges Gesamtgewicht                          | 3400 kg                                             |

## Zulassungszahlen in Deutschland
Seit dem Marktstart 2023 bis einschließlich Dezember 2024 wurden in der Bundesrepublik Deutschland insgesamt 105 Rolls-Royce Spectre neu zugelassen.
| 16 \| \| |
|          |

|  |

| 16 \| \| |
|          |

|  |

| 89 \| \| |
|          |

|  |

| 89 \| \| |
|          |

|  |

| 16 \| \| |
|          |

|  |

| 16 \| \| |
|          |

|  |

| 89 \| \| |
|          |

|  |

| 89 \| \| |
|          |

|  |

| 16 \| \| |
|          |

|  |

| 16 \| \| |
|          |

|  |

| 89 \| \| |
|          |

|  |

| 89 \| \| |
|          |

|  |

| 16 \| \| |
|          |

|  |

| 16 \| \| |
|          |

|  |

| 89 \| \| |
|          |

|  |

| 89 \| \| |
|          |

|  |

|  | Elektro (105) |

|  | Elektro (105) |